# Spirostreptus torquatus
Spirostreptus torquatus är en mångfotingart som beskrevs av Carl Oscar von Porat. Spirostreptus torquatus ingår i släktet Spirostreptus och familjen Spirostreptidae. Inga underarter finns listade i Catalogue of Life.